# Ophionereis amphilogus
Ophionereis amphilogus är en ormstjärneart som först beskrevs av Rudolf Christian Ziesenhenne 1940.  Ophionereis amphilogus ingår i släktet Ophionereis och familjen Ophionereididae. Inga underarter finns listade i Catalogue of Life.